# Taipei City Bank FC
El Taipei City Bank FC fue un equipo de fútbol de República de China que alguna vez jugó en la Liga de Fútbol Enterprise, la desaparecida primera división de fútbol en el país.

## Historia
Fue fundado en 1969 en la ciudad de Taipei y era el club que representaba al Taipei City Bank, el banco estatal de la República de China.
Fue uno de los equipos fundadores de la Liga de Fútbol Enterprise en su primera temporada en 1983, en la cual quedó en segundo lugar. El equipo terminó ganando el título de liga en 3 ocasiones entre 1986 y 1991.
El club desapareció en el año 2000 luego de que el Taipei City Bank se convirtiera en un banco privado.

## Palmarés
- National First Division Football League: 3

1986, 1989, 1991